# Alloclubionoides jirisanensis
Alloclubionoides jirisanensis là một loài nhện trong họ Amaurobiidae.
Loài này thuộc chi Alloclubionoides. Alloclubionoides jirisanensis được Joo-Pil Kim miêu tả năm 2009.